# Conothele ferox
Conothele ferox là một loài nhện trong họ Ctenizidae.
Loài này thuộc chi Conothele. Conothele ferox được miêu tả năm 1913 bởi Embrik Strand.